# Lejeunea elongata
Lejeunea elongata là một loài Rêu trong họ Lejeuneaceae. Loài này được (Austin) Austin mô tả khoa học đầu tiên năm 1874.